# 最美逆行者
《最美逆行者》是2020年中国大陆电视剧，由中央广播电视总台出品，以2019冠状病毒病中国大陆疫情为创作背景，分为7个单元，每单元分别由业界知名编剧和导演担任主创，于2020年9月17日在央视一套首播央视发布《最美逆行者》定档主题曲，由阿云嘎献唱。
但该剧的内容质量却备受争议。有聲音質疑劇情涉嫌歧視女性、抹殺了女性抗疫的貢獻。另有聲音斥故事情節本來是根據真實事件改編，卻有歪曲事實之嫌。

## 制作
《最美逆行者》2020年5月在国家广电总局完成备案，同年6月开机拍摄，拍摄用时为3个月。该剧由郭靖宇担任总编剧，于9月17日在CCTV-1开播，是中国首部抗疫题材电视系列剧。

## 剧情
《最美逆行者》由七个单元组成：《逆行》、《同舟》、《婆媳战疫》、《别来，无恙》、《幸福社区》、《一千公里》、《了不起的兔子叔叔》，共计14集。
- 《逆行》讲述医生、护士、解放军、志愿者主动进入封锁区，抗击疫情的故事。[3]外界认为这个故事里华院长的原型是武汉金银潭医院院长张定宇。[6]
- 《别来，无恙》是一对从医的夫妻来到疫区行医的故事。
- 《婆媳战疫》部分，同被隔离的婆婆和儿媳矛盾激化，但是为了抵抗疫情，两人最终团结一心。
- 《幸福社区》故事里，临近退休的吴医生主动承担幸福社区的筛查工作，新入职的公务员小邹担任搭档。
- 《一千公里》介绍了货车司机老杨、90后司机冬至行程一千公里，为武汉疫区送去紧缺物资。
- 《了不起的兔子叔叔》讲述一位青年男子误入封城后的武汉，无奈之下到医院做清洁工的故事。[3]媒体认为，故事主人公“兔子叔叔”的原型是蒋文强。大连人蒋文强在2020年2月误乘高铁，进入已被封锁的武汉，无处落脚，只好到医院当志愿者做清洁工作。[7][8]
- 《同舟》的故事发生在方舱医院，收治在此的轻症患者结成临时家庭，互帮互助。[3]

## 播放平台
| 頻道     | 所在地   | 日期                        | 時間          | 備註                 |
| -------- | -------- | --------------------------- | ------------- | -------------------- |
| 央视一套 | 中国大陆 | 2020年9月17日-2020年9月24日 | 20：01-21：00 | 周一至周六，每日两集 |

## 演员表

### 逆行
导演：巨兴茂、编剧：赵彦
| 演员   | 角色   |
| ------ | ------ |
| 陈数   | 肖宁   |
| 王志飞 | 华院长 |
| 刘威葳 | 李文丽 |
| 任帅   | 林大军 |
| 苇青   | 林母   |
| 任敏   | 丽娜   |

### 别来无恙
导演：巨兴茂、编剧：胡彤玉
| 演员   | 角色   |
| ------ | ------ |
| 杨志刚 | 岳鲁冰 |
| 姜妍   | 周星焱 |
| 巍子   | 王院長 |
| 毅     | 彭帅   |
| 许还山 | 刘爷爷 |

### 婆媳战疫
导演：殷飛、编剧：胡彤玉
| 演员   | 角色   |
| ------ | ------ |
| 萨日娜 | 王来娣 |
| 李依晓 | 楊素素 |
| 黄俊鹏 | 劉亞東 |

### 幸福社区
导演：張萌、编剧：田良良、陈晨
| 演员   | 角色   |
| ------ | ------ |
| 史可   | 吴瑕   |
| 徐娇   | 邹小溪 |
| 阚清子 | 许萌   |
| 连奕名 | 汪主任 |
| 王澜   | 蔡母   |
| 何明翰 | 柴桑   |
| 孟阿赛 | 小張   |
| 肖战   | 蔡丁   |
| 金靖   | 小芳   |

### 一千公里
导演：殷飛
| 演员   | 角色   |
| ------ | ------ |
| 成泰燊 | 周记堂 |
| 牛骏峰 | 唐冬至 |
| 刘智扬 | 徐大哥 |
| 杨议   | 杨总   |
| 刘之冰 | 冯医生 |
| 贾宏伟 | 老贾   |

### 了不起的兔子叔叔
导演：巨兴茂
| 演员   | 角色   | 介绍     |
| ------ | ------ | -------- |
| 马天宇 | 涂梓韒 | 兔子叔叔 |
| 苏青   | 小雪   |          |
| 张定涵 | 护士长 |          |
| 普超英 | 羅阿婆 |          |
| 黄晓娟 | 涂媽媽 |          |

### 同舟
| 演员   | 角色   |
| ------ | ------ |
| 韩雪   | 花悦音 |
| 张铭恩 | 付小舟 |
| 肖燕   | 夏馥   |
| 涂松岩 | 李雪   |
| 郑卫莉 | 武清   |
| 董力   | 陈允   |
| 钱锦   |        |
| 謝興陽 | 游坦   |

## 电视剧歌曲
| 曲序 | 曲目                   |              | 作曲   | 演唱   |
| ---- | ---------------------- | ------------ | ------ | ------ |
| 1.   | 《人民至上》（主题曲） | 苏日塔拉图   | 方琛   | 阿云嘎 |
| 2.   | 《逆行者》（插曲）     | 流水纪       | 弗兰奇 | 刘宇宁 |
| 3.   | 《我们的光》（插曲）   | 流水纪       | 鞠红川 | 于毅   |
| 4.   | 《爱，多好》（插曲）   | 流水纪       | 仕宗圣 | 段奥娟 |
| 5.   | 《田字格》（插曲）     | 郝雷、牛琮玺 | 郝雷   | 赖美云 |
| 6.   | 《到达》（插曲）       | 李玉飞       | 张筱真 | 王晰   |
| 7.   | 《爱，我在》（插曲）   | 临渡         | 弗兰奇 | 朱星杰 |
| 8.   | 《同舟》（插曲）       | 喻江         | 萨顶顶 | 萨顶顶 |

## 评价

### 正面评价
首播两天后，《最美逆行者》收视率排名第二，仅次于《亲爱的自己》。有媒体称此剧“在新浪微博上引起热烈讨论”，相关话题阅读量达到16亿，有网友评价此剧令人感同身受、催人泪下。
《人民日报海外版》评论指，《最美逆行者》以“小切口、小人物、大情怀、大主题”为创作思路，以“真实、鲜活、温暖”为创作基调，以这场史无前例的疫情防控阻击战为题材，用电视剧的艺术形式生动诠释了“生命至上、举国同心、舍生忘死、尊重科学、命运与共”的伟大抗疫精神。《光明日报》评论指，《最美逆行者》14集由7个相对独立而又彼此关联的故事集锦而成，都采自悲壮的抗疫现实生活，且人物大都依据原型加工，全剧总体洋溢着“真实、鲜活、温暖、奋进”的现实主义精神。央视剧评指出，《最美逆行者》虽非十全十美，但却动人心脾，也必将成为中国电视剧史上的一座丰碑。

### 负面评价
有观众认为部分剧情歧视女性、贬低女性抗疫贡献。例如，剧中武汉市某公交公司领导动员司机参与抗疫运输，之后主动报名的司机均为男性，无一女性。一位女司机以家人等她回家过年为由，拒绝了报名。公司领导说出了台词：“咱们报名的都是男同志，是不是女同志也出一个呀？”有网友找出女性司机参与抗疫的新闻，认为编剧不尊重事实，贬低女性。另一段在医院的剧情里，一位女性医师主动帮忙救治，却被男医师回应“你一女同志，在旁邊配合就好了”。有评论指出，抗击疫情真正的过程中，女性才是主力，仅支援湖北的4.26万名医务人员中就有2.8万名女性，占整个医疗队医务人员的三分之二。
《别来，无恙》单元中，群众彭帅开私家车带医生岳鲁冰去医院。但因为车上载了一堆食物，下车后岳鲁冰质问彭帅为何囤积物资。次日岳医生下班后又是彭帅接他回酒店，下车时医生扔了一张100人民币的纸币到车里，说：“别再开黑车了。”这两段情节被指抹黑普通群众，伤害医生群体的形象，有“端起碗来吃饭，放下筷子骂娘”之嫌。《婆媳战疫》单元被指偏题，似“家庭伦理剧”。且剧中婆媳二人高烧、咳嗽，在家中熬了几天后，居然还有精力吵架。部分台词被指莫名其妙。如剧中公交司机李文丽和支援武汉的军医肖宁打招呼时，称呼对方为“大军官”，被认为日常生活中不会有这样的称呼。有观众指出此剧有医学上的错误，例如护士未穿戴正确防护设备、胸外按压动作错误等。

### 影响
此剧在豆瓣网上的评分只有2.4分（满分10分），5万名用户参与评分。豆瓣网之后关闭了评分。在“知乎”评分仅为0.6分，创“知乎”历史新低。目前两个网站均已关闭评分，豆瓣上《最美逆行者》的网友点评全部被删除。一些观众在社交媒体上公开要求此剧停播。对于该剧的负面评价，艺术总监白一骢回应称，创作者赋予作品的价值观和观众理解的价值观有差异很正常，批评或者攻击一件作品很容易，“你只要有6行字，哪怕你是个圣人，我都能把你扒得体无完肤”，创作者不用太在意观众的解读。

## 收视率
| 中国大陆 中央电视台綜合频道 首播收视率 （CSM59） |               |                                              |                                              |                                              |                          |
| 集數                                             | 播出日期      | 收视率                                       | 收视份额                                     | 排名                                         | 備註                     |
| 1-2                                              | 2020年9月17日 | 0.633                                        | 2.397                                        | 7                                            |                          |
| 3-4                                              | 2020年9月18日 | 0.697                                        | 2.493                                        | 7                                            |                          |
| 5-6                                              | 2020年9月19日 | 0.780                                        | 2.972                                        | 5                                            | CCTV-8《月是故乡明》開播 |
| 7-8                                              | 2020年9月20日 | 0.768                                        | 2.849                                        | 6                                            |                          |
| 9-10                                             | 2020年9月21日 | 0.832                                        | 3.098                                        | 6                                            |                          |
| 不適用                                           | 2020年9月22日 | 因播出《2020丰收中国》，當日暂停播映         | 因播出《2020丰收中国》，當日暂停播映         | 因播出《2020丰收中国》，當日暂停播映         |                          |
| 不適用                                           | 2020年9月23日 | 因播出《致敬时代楷模抗疫英雄》，當日暂停播映 | 因播出《致敬时代楷模抗疫英雄》，當日暂停播映 | 因播出《致敬时代楷模抗疫英雄》，當日暂停播映 |                          |
| 11-12                                            | 2020年9月24日 | 0.614                                        | 2.342                                        | 7                                            |                          |
| 13-14                                            | 2020年9月25日 | 0.493                                        | 1.875                                        | 7                                            |                          |
| 平均收視                                         | 平均收視      | 0.688                                        | 2.575                                        | 不適用                                       |                          |

1. 同时段或交叉时段主要节目：

- CCTV-8：《誓盟》／《月是故乡明》
- 湖南：《亲爱的自己》
- 东方、浙江：《平凡的荣耀》
- 江苏：《蓝军出击》
- 北京：《亲爱的你在哪里》

1. 数据由广视索福瑞提供，调查范围为四岁以上之观众。
2. 以上收视排名包括央视在内。
3. 资料来源：卫视这些事儿、TV未知数

| 中国大陆 中央电视台綜合频道 首播收视率 （CVB） |      |                        |        |          |      |
| 集數                                           | 週數 | 播出日期               | 收视率 | 收视份额 | 排名 |
| 1-4                                            | 1    | 2020年9月17日－9月18日 | 1.270  | 5.103    | 2    |
| 5-13                                           | 2    | 2020年9月19日－9月25日 | 1.228  | 4.998    | 1    |
| 14                                             | 3    | 2020年9月25日          | 0.890  | 3.819    | 4    |

1. 数据由国家广播电视总局提供。
2. 以上收视排名包括央视在内。第14集（大结局）于9月25日播出，惟收视率计入9月26日至10月2日的数据。

## 外部連結
- 豆瓣电影上《最美逆行者》的資料 （简体中文）